# Gamma Camelopardalis
γ Camelopardalis (Gamma Camelopardalis, kurz  γ Cam) ist ein für das bloße Auge sehr lichtschwacher, höchstwahrscheinlich physischer (gravitativ gebundener) Doppelstern im zirkumpolaren Sternbild Giraffe (lateinisch Camelopardalis). Die Hauptkomponente A leuchtet mit einer scheinbaren Helligkeit von 4,63m am Nachthimmel. Die Entfernung des Doppelsternsystems von der Erde beträgt nach neuen, im Dezember 2020 veröffentlichten Auswertungen der Messergebnisse der Raumsonde Gaia etwa 386 Lichtjahre.
Der hellere Hauptstern A ist ein weiß leuchtender Unterriese der Spektralklasse A2. Er rotiert sehr schnell mit einer projizierten Rotationsgeschwindigkeit von etwa 191 km/s, wodurch er nicht rund, sondern abgeplattet erscheint. Seine Masse beträgt etwa zwei Sonnenmassen und er strahlt mit ungefähr 185 Sonnenleuchtkräften bei einer effektiven Temperatur von rund 8900 K.
Der gravitativ gebundene Begleiter des Hauptsterns von γ Camelopardalis, BD +70 260, wird als Komponente C bezeichnet und besitzt eine scheinbare Helligkeit von 9,07m. Er befand sich im Jahr 2015 in einer Winkelentfernung von 106,0 Bogensekunden entlang eines Positionswinkels von 85° von der Hauptkomponente. Die 12,40m helle Komponente B ist ein weiterer Begleiter und stand 2011 in einer Distanz von 56,30 Bogensekunden entlang eines Positionswinkels von 247° vom Hauptstern.